# Gran província ígnia
Una gran província ígnia (LIP en anglès per Large Igneous Province) és una acumulació extremadament gran de roques ígnies, incloses les intrusives (sills, dics) i extrusives (colades de lava, dipòsits de tefra), que sorgeixen quan el magma viatja a través de l'escorça cap a la superfície. La formació de grans províncies ígnies s'atribueix de manera diversa als plomalls de mantell o als processos associats a la tectònica de plaques divergents.

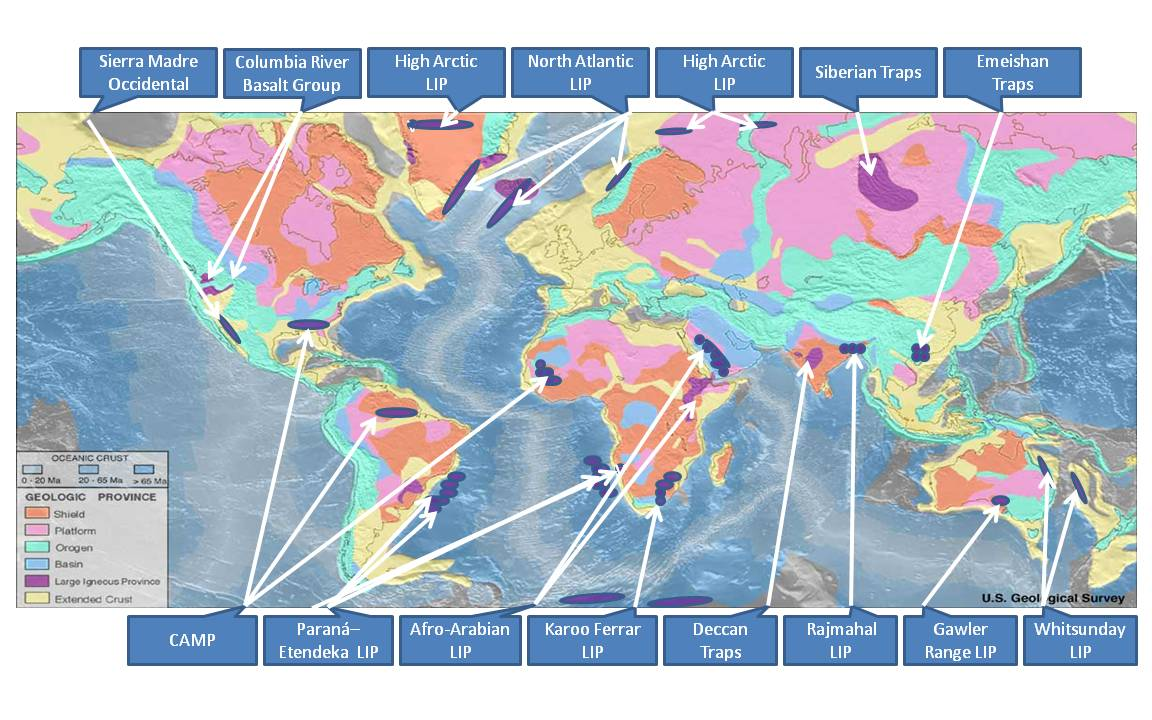
Només algunes de les províncies ígnies més grans apareixen (de color porpra fosc) en aquest mapa geològic, que representa les províncies geològiques de l'escorça tal com es veu a les dades de refracció sísmica

La formació d'alguns de les grans províncies ígnies en els últims 500 milions d'anys coincideix en el temps amb extincions massives i canvis climàtics ràpids, fet que ha donat lloc a nombroses hipòtesis sobre relacions causals. Les grans províncies ígnies són fonamentalment diferents de qualsevol altre volcà actualment actiu o sistema volcànic.

## Definició
L'any 1992, els investigadors van utilitzar per primera vegada el terme «gran província ígnia» per descriure acumulacions molt grans (àrees superiors a 100.000 km2 (aproximadament l'àrea d'Islàndia)) de roques ígnies màfiques que van entrar en erupció o col·locades en profunditat en un interval de temps geològic extremadament curt (uns quants milions d'anys o menys). Els fons marins de basalt màfic i altres productes geològics de la tectònica de plaques «normals» no es van incloure a la definició..

### Tipus
La definició de «gran província ígnia» (LIP) s'ha ampliat i perfeccionat, i encara és un treball en curs. Actualment, gran província ígnia també s'utilitza amb freqüència per descriure àrees voluminoses, no només màfiques, sinó tot tipus de roques ígnies. S'ha proposat subcategoritzar les grans províncies ígnies en «grans províncies volcàniques» (LVP) i «grans províncies plutòniques» (LPP), i incloure roques produïdes per processos tectònics de plaques normals, però aquestes modificacions no s'accepten generalment.
Algunes províncies ígnies estan geogràficament intactes, com els Trapps del Dècan basàltics a l'Índia, mentre que d'altres s'han fragmentat i separat pels moviments de plaques, com la província magmàtica de l'Atlàntic Central (CAMP), parts de la qual es troben al Brasil, l'est d'Amèrica del Nord i el nord-oest d'Àfrica.

## Motivacions per a l'estudi de les grans províncies ígnies
Les grans províncies ígnies es creen durant esdeveniments ignis de curta durada que donen lloc a acumulacions relativament ràpides i de gran volum de roques ígnies (volcàniques i intrusives). Aquests esdeveniments mereixen estudiar perquè:
- Els possibles vincles amb les extincions massives i els canvis ambientals i climàtics globals. Michael Rampino i Richard Stothers (1988) van citar onze episodis d'inundació de basalt diferents, ocorreguts en els últims 250 milions d'anys, que van crear províncies volcàniques i altiplans oceànics i van coincidir amb extincions massives.[6] Aquest tema s'ha convertit en un ampli camp d'investigació, unint disciplines de la geociència com la bioestratigrafia, la vulcanologia, la petrologia metamòrfica i la modelització del sistema terrestre.
- L'estudi de les grans províncies ígnies té implicacions econòmiques. Alguns treballadors els associen amb hidrocarburs atrapats. Estan associats a concentracions econòmiques de coure-níquel i ferro.[7] També s'associen amb la formació de les principals províncies minerals, inclosos els dipòsits d'elements del grup de platí i, a les grans províncies ígnies silíciques, els dipòsits de plata i or.[3] Els dipòsits de titani i vanadi també es troben en associació amb les grans províncies ígnies.[8]
- En el registre geològic, les grans províncies ígnies han marcat canvis importants en la hidrosfera i l'atmosfera, donant lloc a grans canvis climàtics i potser extincions massives d'espècies.[3] Alguns d'aquests canvis estaven relacionats amb l'alliberament ràpid de gasos d'efecte hivernacle de l'escorça a l'atmosfera. Així, els canvis provocats per les grans províncies ígnies es poden utilitzar com a casos per entendre els canvis ambientals actuals i futurs.
- La teoria de la tectònica de plaques explica la topografia mitjançant les interaccions entre les plaques tectòniques, influïdes per les tensions viscoses creades pel flux dins del mantell subjacent. Atès que el mantell és extremadament viscós, el flux del mantell varia en polsos que es reflecteixen a la litosfera per ondulacions de longitud d'ona llarga i de petita amplitud. Comprendre com la interacció entre el flux del mantell i l'elevació de la litosfera influeix en la formació de les grans províncies ígnies és important per obtenir informació sobre la dinàmica del mantell del passat.[9]
- Les grans províncies ígnies han tingut un paper important en la ruptura continental, la formació continental, les noves addicions d'escorça del mantell superior i els cicles dels supercontinents.[9]

## Formació de les grans províncies ígnies

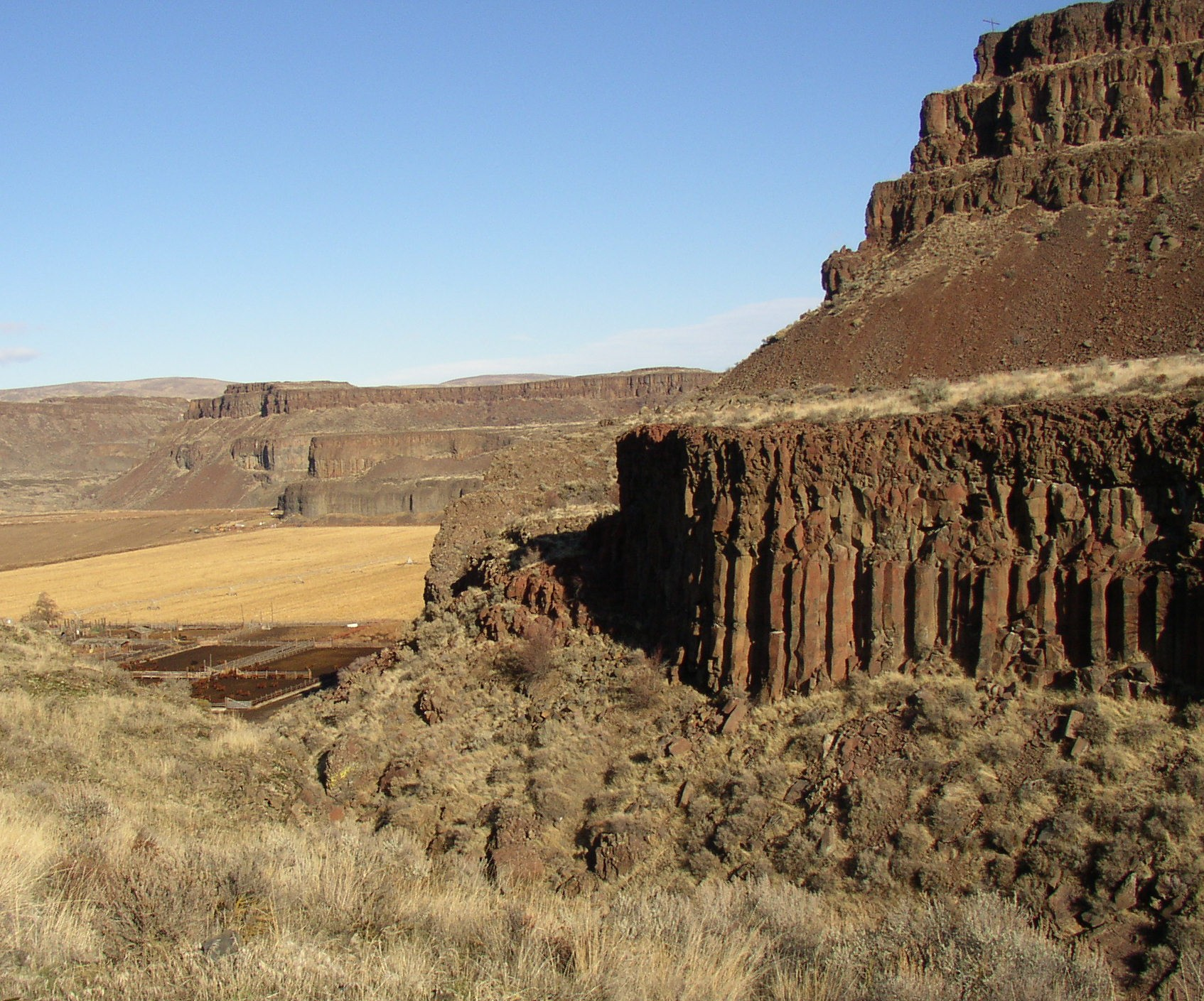
Three Devils Grade a Moses Coulee, Washington, forma part de la gran província ígnia del grup basàltic del riu Columbia

La Terra té una capa exterior formada per una sèrie de plaques tectòniques en moviment discrets que suren sobre un mantell convectiu sòlid per sobre d'un nucli líquid. El flux del mantell és impulsat pel descens de plaques tectòniques fredes durant la subducció i l'ascens complementària de plomalls de material calent des de nivells inferiors. La superfície de la Terra reflecteix l'estirament, l'engrossiment i la flexió de les plaques tectòniques mentre interactuen.
La creació de plaques oceàniques als afloraments, l'expansió i la subducció són fonaments ben acceptats de la teoria de la tectònica de plaques, amb la surgència de materials calents del mantell i l'enfonsament de les plaques oceàniques més fredes impulsant la convecció del mantell. En aquest model, les plaques tectòniques divergeixen a les dorsals oceàniques, on la roca calenta del mantell flueix cap amunt per omplir l'espai. Els processos tectònics de les plaques representen la gran majoria del vulcanisme de la Terra.
Més enllà dels efectes del moviment impulsat per convecció, els processos profunds tenen altres influències en la topografia superficial. La circulació convectiva condueix els pous ascendents i descendents al mantell terrestre que es reflecteixen als nivells de la superfície local. Els materials calents del mantell que s'aixequen en un plomall es poden estendre radialment per sota de la placa tectònica provocant regions d'elevació. Aquests plomalls ascendents tenen un paper important en la formació de les grans províncies ígnies.

### Característiques de la formació
Quan es creen, les grans províncies ígnies solen tenir una extensió d'àrea d'uns quants milions de km2 i volums de l'ordre d'1 milió de km3. En la majoria dels casos, la major part del volum d'una gran província ígnia basàltica es col·loca en menys d'1 milió d'anys. Un dels enigmes dels orígens d'aquestes grans províncies ígnies és entendre com es formen i van erupcionar enormes volums de magma basàltic en escales de temps tan curtes, amb taxes d'efusió fins a un ordre de magnitud superior als basalts de la dorsal oceànica.

### Teories de la formació
La font de moltes o totes les grans províncies ígnies s'atribueixen de manera diversa als plomalls del mantell, als processos associats a la tectònica de plaques o als impactes de meteorits.

#### Formació de les grans províncies ígnies degut als plomalls del mantell

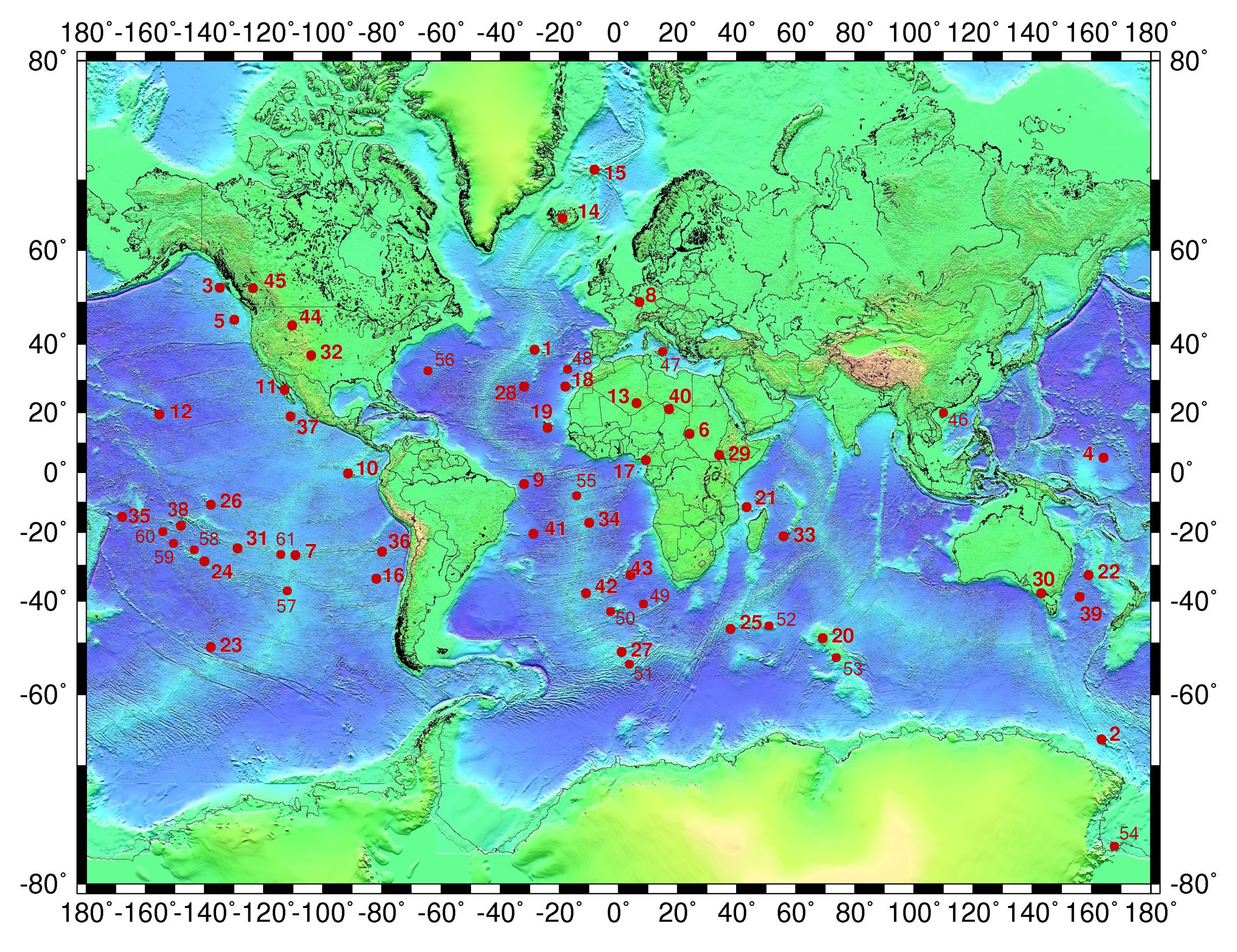
Mapa de punts calents

Tot i que la major part de l'activitat volcànica a la Terra està associada a zones de subducció o dorsals oceàniques mitjanes, hi ha regions importants de vulcanisme extens i de llarga vida, conegudes com a punts calents, que només estan relacionades indirectament amb la tectònica de plaques. La cadena de muntanyes submarines Hawaiian-Emperor, situada a la placa del Pacífic, n'és un exemple, que traça milions d'anys de moviment relatiu mentre la placa es mou sobre el punt calent de Hawaii. S'han identificat nombrosos punts calents de diferents mides i edats arreu del món. Aquests punts calents es mouen lentament els uns amb els altres, però es mouen un ordre de magnitud més ràpidament respecte a les plaques tectòniques, proporcionant evidència que no estan directament relacionades amb les plaques tectòniques.
L'origen dels punts calents continua sent controvertit. Els punts calents que arriben a la superfície de la Terra poden tenir tres orígens diferents. Els més profunds probablement provenen del límit entre el mantell inferior i el nucli; aproximadament un 15-20% tenen característiques com ara la presència d'una cadena lineal de muntanyes submarines amb l'edat creixent, les grans províncies ígnies al punt d'origen de la pista, baixa velocitat d'ona de cisalla que indica temperatures altes per sota de la ubicació actual de la pista i proporcions de 3He a 4He els que són jutjats coherents amb un origen profund. Altres com els punts calents de Pitcairn, Samoa i Tahití semblen originar-se a la part superior de grans cúpules de lava calenta (anomenades superswells (superinflats)) del mantell. La resta sembla originar-se al mantell superior i s'ha suggerit que és el resultat de la ruptura de la litosfera en subducció.
Les imatges recents de la regió per sota dels punts calents coneguts (per exemple, Yellowstone i Hawaii) mitjançant la tomografia d'ones sísmiques han produït proves creixents que admeten plomalls convectius relativament estrets, d'origen profund i limitats a la regió en comparació amb la placa a gran escala la circulació tectònica en la qual estan incrustades. Les imatges revelen camins verticals continus però tortuosos amb quantitats variables de material més calent, fins i tot a profunditats on es preveu que es produeixin transformacions cristal·logràfiques.

#### Formació de les grans províncies ígnies degudes a l'estrès relacionat amb les plaques
Una alternativa important al model de plomall és un model en què les ruptures són causades per tensions relacionades amb les plaques que van fracturar la litosfera, permetent que la fusió arribi a la superfície des de fonts heterogènies poc profundes. Es postula que els alts volums de material fos que formen les grans províncies ígnies són causats per la convecció al mantell superior, que és secundària a la convecció que impulsa el moviment de les plaques tectòniques.

#### Vessaments de dipòsits de formació primerenca
S'ha proposat que les proves geoquímiques donen suport a un dipòsit format precoç que va sobreviure al mantell terrestre durant uns 4.500 milions d'anys. Es postula que el material fos s'ha originat d'aquest embassament, aportant el basalt d'inundació de l'illa de Baffin fa uns 60 milions d'anys. Els basalts de l'altiplà d'Ontong Java mostren signatures isotòpiques i d'elements traça similars proposades per a l'embassament de la Terra primerenca.

#### Formació de les grans províncies ígnies induïdes per meteorits
S'han observat set parells de punts calents i grans províncies ígnies situats a costats oposats de la Terra; les anàlisis indiquen que aquesta ubicació antípoda coincident és molt poc probable que sigui aleatòria. Els parells de punts calents inclouen una gran província ígnia amb vulcanisme continental enfront d'un punt calent oceànic. S'espera que els impactes oceànics de grans meteorits tinguin una alta eficiència a l'hora de convertir l'energia en ones sísmiques. Aquestes ones es propagarien pel món i tornarien a convergir prop de la posició antípoda; S'esperen petites variacions ja que la velocitat sísmica varia en funció de les característiques de la ruta al llarg de la qual es propaguen les ones. A mesura que les ones se centren en la posició antípoda, posen l'escorça al punt focal sota una tensió significativa i es proposa que la trenquin, creant parells d'antípodes. Quan el meteorit impacta un continent, no s'espera que la menor eficiència de conversió d'energia cinètica en energia sísmica creï un punt calent antípoda.
S'ha suggerit un segon model relacionat amb l'impacte de meteorits de la formació de punts calents i de grans províncies ígnies en el qual es va generar un vulcanisme de punts calents menors en llocs d'impacte de grans dimensions, i el que va desencadenar un vulcanisme de basalt d'inundació de manera antipodal per energia sísmica focalitzada. Aquest model ha estat qüestionat perquè els impactes generalment es consideren sísmicament massa ineficients, i les Trapps del Dècan de l'Índia no eren a les antípodes i van començar a esclatar diversos milions d'anys abans, l'impacte de Chicxulub al final del Cretaci a Mèxic. A més, no s'ha confirmat cap exemple clar de vulcanisme induït per impactes, no relacionat amb les làmines de fusió, en cap cràter terrestre conegut.

## Classificació
El 1992, Coffin i Eldholm van definir inicialment el terme «gran província ígnia» (Large Igneous Province, LIP) com a representació d'una varietat de províncies ígnies màfiques amb una extensió d'àrea superior a 100.000 km2 que representaven «emplaçaments d'escorça massius de predominantment màfiques (riques en magnesi i ferro) roques extrusives i intrusives, i es van originar mitjançant processos diferents de la propagació del fons marí normal». Aquesta definició original incloïa altiplans basàltics continental, altiplans oceànics, grans eixams de dics (les arrels erosionades d'una província volcànica) i marges de rifts volcànics. La majoria d'aquestes grans províncies ígnies estàn formades de basalt, però algunes contenen grans volums de riolita associada (per exemple, el grup basàltic del riu Columbia a l'oest dels Estats Units d'Amèrica); la riolita és típicament molt seca en comparació amb les riolites d'arc insular, amb temperatures d'erupció molt més altes (850 °C a 1000 °C) que les riolites normals.
Des de 1992, la definició de «gran província ígnia» s'ha ampliat i perfeccionat, i segueix sent un treball en curs. Algunes definicions noves del terme «gran província ígnia» inclouen grans províncies granítiques (LGP) com les que es troben a les muntanyes dels Andes d'Amèrica del Sud i a l'oest d'Amèrica del Nord. S'han desenvolupat taxonomies exhaustives per centrar les discussions tècniques.
El 2008, Bryan i Ernst van perfeccionar la definició per reduir-la una mica: «Les grans províncies ígnies són províncies magmàtiques amb extensions d'àrea >1 × 105 km2, volums ígnis >1 × 105 km3 i una vida útil màxima de ~ 50 Ma que tenen configuracions tectònices intraplaques o afinitats geoquímiques, i es caracteritzen per polsos ígnics de curta durada (~ 1-5 Ma), durant els quals s'ha col·locat una gran proporció (> 75%) del volum ígnic total. Són predominantment màfics, però també poden tenen components ultramàfics i silícics significatius, i alguns estan dominades pel magmatisme silícic». Aquesta definició posa èmfasi en les característiques d'alta taxa d'emplaçament de magma de l'esdeveniment de les grans províncies ígnies i exclou muntanyes submarines, grups de muntanyes submarines, dorsals submarines i escorça anòmala del fons marí.
S'utilitza «gran província ígnia» amb freqüència per descriure també àrees voluminoses, no només màfiques, sinó tot tipus de roques ígnies. S'ha proposat la subcategorització de les grans províncies ígnies en grans províncies volcàniques (LVP) i grans províncies plutòniques (LPP), i incloure les roques produïdes per processos tectònics de plaques «normals». A més, el llindar mínim que s'ha d'incloure com a gran província ígnia s'ha reduït a 50.000 km2. La taxonomia de treball, centrada en gran manera en la geoquímica, que s'utilitzarà per estructurar exemples a continuació, és:
- Grans províncies ígnies (LIP).
  - Grans províncies volcàniques (LVP).
    - Grans províncies riolítiques (LRP).
    - Grans províncies andesítiques (LAP).
    - Grans províncies basàltiques (LBP): altiplans basàltics oceànics o continentals.
    - Grans províncies basàltiques-riolítiques (LBRP).

  - Grans províncies plutòniques (LPP).
    - Grans províncies granítiques (LGP).
    - Grans províncies plutòniques màfiques.

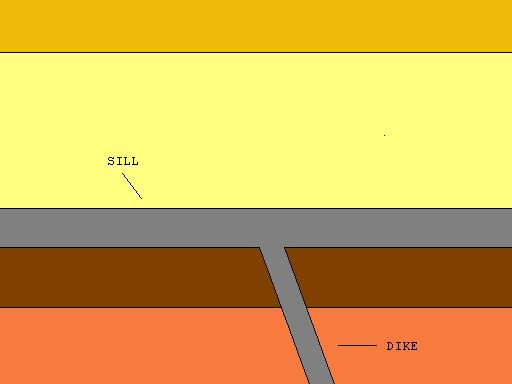
Il·lustració que mostra un dic vertical i un sill horitzontal

Els eixams de dics extensos a l'aire, les províncies de sills i les grans intrusions ultramàfiques en capes són indicadors de grans províncies ígnies, fins i tot quan ara no es poden observar altres proves. Les capes de basalt superiors de les grans províncies ígnies més antigues poden haver estat eliminades per l'erosió o deformades per col·lisions de plaques tectòniques després de la formació de la capa. Això és especialment probable per a períodes anteriors com el Paleozoic i el Proterozoic.
Els eixams de dics gegants amb longituds superiors a 300 km són un registre comú de grans províncies ígnies severament erosionades. Existeixen configuracions d'eixam de dics radials i lineals. Es coneixen eixams radials amb una extensió d'àrea superior a 2.000 km i eixams lineals que s'estenen més de 1.000 km. Els eixams de dics lineals sovint tenen una proporció elevada de dics en relació amb les roques rurals, especialment quan l'amplada del camp lineal és inferior a 100 km. Els dics tenen una amplada típica de 20 a 100 m, tot i que s'han informat sobre dics ultramàfics amb amplades superiors a 1 km.
Els dics solen ser de tipus subvertical a vertical. Quan el magma que flueix cap amunt (formant dics) troba límits horitzontals o debilitats, com ara entre capes d'un dipòsit sedimentari, el magma pot fluir horitzontalment creant un sill. Algunes províncies de sill tenen extensions d'àrea >1000 km.

## Correlacions amb la formació de les grans províncies ígnies

### Correlació amb els punts calents
L'activitat volcànica primerenca dels principals punts calents, que es postula com a resultat de plomalls del mantell profunds, sovint s'acompanya d'altiplans basàltics. Aquestes erupcions basàltiques d'inundació han donat lloc a grans acumulacions de laves basàltiques col·locades a una velocitat molt superior a la observada en els processos volcànics contemporanis. El rift continental normalment segueix el vulcanisme basàltic d'inundació. Les províncies de basalt d'inundació també es poden produir com a conseqüència de l'activitat inicial dels punts calents a les conques oceàniques, així com als continents. És possible rastrejar el punt calent fins als basalts d'inundació d'una gran província ígnia; la taula següent correlaciona grans províncies ígnies amb el seguiment d'un punt calent específic.
| Província                          | Regió                                                                 | Punt calent                | Referència    |
| ---------------------------------- | --------------------------------------------------------------------- | -------------------------- | ------------- |
| Grup basàltic del riu Columbia     | Nord-oest dels Estats Units d'Amèrica                                 | Punt calent de Yellowstone | [ 21 ] [ 23 ] |
| Altiplans basàltics Etiopia-Iemen  | Etiòpia, Iemen                                                        |                            | [ 21 ]        |
| Província ígnea de l'Atlàntic Nord | Nord del Canadà, Groenlàndia, Illes Fèroe, Noruega, Irlanda i Escòcia | Punt calent d'Islàndia     | [ 21 ]        |
| Trapps del Dècan                   | Índia                                                                 | Punt calent de Reunió      | [ 21 ]        |
| Trapps del Rajmahal                | Índia Oriental                                                        | Dorsal del meridià 90 est  | [ 24 ] [ 25 ] |
| Altiplà Kerguelen                  | Oceà Índic                                                            | Punt calent de Kerguelen   | [ 24 ]        |
| Altiplà d'Ontong Java              | Oceà Pacífic                                                          | Punt calent de Louisville  | [ 21 ] [ 22 ] |
| Trapps del Paraná i Etendeka       | Brasil-Namíbia                                                        | Punt calent de Tristan     | [ 21 ]        |
| Província Karoo-Ferrar             | Sud-àfrica, Antàrtida, Austràlia i Nova Zelanda                       | Illes del Príncep Eduard   | [ 21 ]        |
| Gran província ígnia del Carib     | Altiplà oceànic caribeny-colombià                                     | Punt calent de Galápagos   | [ 26 ] [ 27 ] |
| Gran província ígnia Mackenzie     | Escut canadenc                                                        | Punt calent de Mackenzie   | [ 28 ]        |

### Relació amb els esdeveniments d'extinció
Les erupcions o emplaçaments de les grans províncies ígnies sembla que, en alguns casos, s'han produït simultàniament amb esdeveniments anòxics oceànics i esdeveniments d'extinció. Els exemples més importants són les Trapps del Dècan (extinció del Cretaci-Paleogen; K-Pg), el Karoo-Ferrar (esdeveniment anòxic oceànic de Toarcià; TOAE), la província magmàtica de l'Atlàntic Central (esdeveniment d'extinció del Triàsic-Juràssic; T-J) i els Trapps de Sibèria (extinció del Permià-Triàsic; P-Tr).
Es proposen diversos mecanismes per explicar l'associació de les grans províncies ígnies amb esdeveniments d'extinció. L'erupció de les grans províncies ígnies basàltiques a la superfície terrestre allibera grans volums de gas sulfat, que forma àcid sulfúric a l'atmosfera; això absorbeix calor i provoca un refredament substancial (per exemple, l'erupció de Laki a Islàndia, 1783). Les grans províncies ígnies oceànics poden reduir l'oxigen a l'aigua de mar mitjançant reaccions d'oxidació directa amb metalls en fluids hidrotermals o provocant floracions d'algues que consumeixen grans quantitats d'oxigen.

### Dipòsits de menes
Les grans províncies ígnies s'associen amb un grapat de tipus de dipòsits de mineral que inclouen:
- Grup del platí Ni-Cu.
- Pòrfirs.
- Dipòsits d'òxid de ferro-coure-or (IOCG).
- Kimberlites.

## Exemples
Hi ha una sèrie d'exemples ben documentats de grans províncies ígnies identificades per la investigació geològica.
| Província                                 | Regió                                                                                           | Edat (milions d'anys) | Superfície (milions de km2) | Volum (milions de km3) | També conegut com (o inclou)                                                                                                  | Referències   |
| ----------------------------------------- | ----------------------------------------------------------------------------------------------- | --------------------- | --------------------------- | ---------------------- | --- | ------------- |
| Altiplà d'Agulhas                         | Sud-oest de l'oceà Índic, sud de l'oceà Atlàntic, Oceà Antàrtic                                 | 140-95                | 0.3                         | 1.2                    | Gran província ígnea de l'Àfrica sud-oriental, dorsal de Moçambic, elevació nord-est de Geòrgia, elevació Maud, dorsal Astrid | [ 30 ]        |
| Grup basàltic del riu Columbia            | Nord-oest dels Estats Units d'Amèrica                                                           | 17-6                  | 0.16                        | 0.175                  | | [ 23 ] [ 31 ] |
| Altiplans basàltics Etiopia-Iemen         | Iemen, Etiòpia                                                                                  | 31-25                 | 0.6                         | 0.35                   | Etiòpia | [ 31 ]        |
| Província ígnea de l'Atlàntic Nord        | Nord del Canadà, Groenlàndia, Illes Fèroe, Noruega, Irlanda i Escòcia                           | 62-55                 | 1.3                         | 6.6                    | Terra de Jameson, altiplà Thuleà                                                                                              | [ 31 ]        |
| Trapps del Dècan                          | Índia                                                                                           | 66                    | 0.5-0.8                     | 0.5-1.0                | | [ 31 ]        |
| Madagascar                                |                                                                                                 | 88                    |                             |                        | | [ 32 ]        |
| Trapps de Rajmahal                        | Índia                                                                                           | 116                   |                             |                        | | [ 24 ] [ 25 ] |
| Altiplà d'Ontong Java                     | Oceà Pacífic                                                                                    | ~122                  | 1.86                        | 8.4                    | Altiplà de Manihiki i Altiplà de Hikurangi                                                                                    | [ 31 ]        |
| Gran Província ígnia de l'alta Àrtida     | Svalbard, Terra de Francesc Josep, Conca de Sverdrup, Conca amerasiana i el nord de Groenlàndia | 130-60                | > 1.0                       |                        | | [ 33 ]        |
| Trapps de Paraná i Etendeka               | Brasil, Namíbia                                                                                 | 134-129               | 1.5                         | > 1                    | Província magmàtica atlàntica equatorial, altiplà brasiler                                                                    | [ 31 ]        |
| Província Karoo-Ferrar                    | Sud-àfrica, Antàrtida, Austràlia i Nova Zelanda                                                 | 183-180               | 0.15-2                      | 0.3                    | | [ 31 ]        |
| Província magmàtica de l'Atlàntic Central | Nord d'Amèrica del Sud, nord-oest d'Àfrica, península ibèrica, est d'Amèrica del Nord           | 199-197               | 11                          | 2.5 (2.0-3.0)          | | [ 34 ] [ 35 ] |
| Trapps de Sibèria                         | Rússia                                                                                          | 250                   | 1.5–3.9                     | 0.9-2.0                | | [ 31 ]        |
| Trapps d'Emeishan                         | Sud-oest de la Xina                                                                             | 253-250               | 0.25                        | ~0.3                   | | [ 31 ]        |
| Gran província ígnea de Warakurna         | Austràlia                                                                                       | 1078-1073             | 1.5                         |                        | Crató de Pilbara | [ 36 ]        |

### Grans províncies riolítiques(LRP)
Aquestes grans províncies ígnies es componen principalment de materials fèlsics. Alguns exemples inclouen:
- Whitsunday.
- Sierra Madre Occidental (Mèxic).
- Malani.
- Chon Aike (Argentina).
- Gawler (Austràlia).

### Grans províncies andesítiques(LAP)
Aquestes grans províncies ígnies estan formats principalment per materials andesítics. Alguns exemples inclouen:
- Arcs insulars com Indonèsia i Japó.
- Marges continentals actius com els Andes i les Cascadas.
- Zones de col·lisió continentals com la zona Anatòlia-Iran.

### Grans províncies basàltiques(LBP)
Aquesta subcategoria inclou la majoria de les províncies incloses a les classificacions originals de les grans províncies ígnies. Està compost per altiplans basàltics continentals, altiplans basàltics oceànics i províncies difuses.

#### Altiplans basàltics continentals
- Altiplans basàltics Etiopia-Iemen.
- Grup basàltic del riu Columbia.
- Trapps del Dècan (Índia).
- Grup del riu Coppermine (Escut canadenc).
- Sistema de rift migcontinental (Regió dels Grans Llacs, Amèrica del Nord).
- Trapps del Paraná i Etendeka (Paranà, Brasil-NE Namíbia).
- Altiplà brasiler.
- Crató del riu de la Plata (Uruguai).
- Karoo-Ferrar (Sud-àfrica-Antàrtida).
- Trapps de Sibèria (Rússia).
- Trapps d'Emeishan (Xina occidental).
- Província magmàtica de l'Atlàntic Central (est dels Estats Units d'Amèrica i Canadà, nord d'Amèrica del Sud, nord-oest d'Àfrica).
- Província ígnia de l'Atlàntic Nord (inclou basalts a Groenlàndia, Islàndia, Irlanda, Escòcia i Fèroe).
- Gran Província ígnia de l'alta Àrtida (inclou les Illes volcàniques Ellesmere, la formació Strand Fiord, Dorsal Alfa, Terra de Francesc Josep i Svalbard).

#### Altiplans basàltics oceànics/ altiplans oceànics
- Altiplà de les Açores (oceà Atlàntic).
- Wrangellia Terrane (Alaska i Canadà).
- Gran província ígnia del Carib (mar Carib).
- Altiplà de Kerguelen (oceà Índic).
- Altiplà d'Islàndia (oceà Atlàntic).
- Altiplà d'Ontong Java, Altiplà Manihiki i Altiplà de Hikurangi (sud-oest de l'oceà Pacífic).
- Terra de Jameson.

### Grans províncies basàltiques-riolítiques(LBRP)
- Plana del riu Snake (Planes de lava d'Alt Oregon).[37]
- Dongargarh (Índia).[37]

### Grans províncies plutòniques(LPP)
- Província magmàtica atlàntica equatorial.

#### Grans províncies granítiques(LGP)
- Patagònia.
- Batòlit Perú-Xile.
- Batòlit de la serralada costanera (nord-oest dels Estats Units d'Amèrica).

#### Altres grans províncies plutòniques
- Parts de la província magmàtica de l'Atlàntic Central (est dels Estats Units d'Amèrica i Canadà, nord d'Amèrica del Sud, nord-oest d'Àfrica).

### Gran província ígnia dominada per silíci(SLIP)
Aquests estan, per definició, formats per grans volums de magma (≥100000 km3) col·locats durant un temps relativament curt, uns milions d'anys. S'han produït al llarg de la història geològica de la Terra, tant en exemples intraplaca com en el marge de la placa. Només hi ha unes quantes grans províncies ígnies dominades per silici reconeguts al món, com ara:
- Serralada volcània Gawler (GRV), la comagmàtica Hiltaba Suite (HS), i la Serralada Gawler (Austràlia Meridional).

Aquests formen una gran província ígnia per silici mesoproterozoica.

### Estructures relacionades

#### Marges volcànics passius

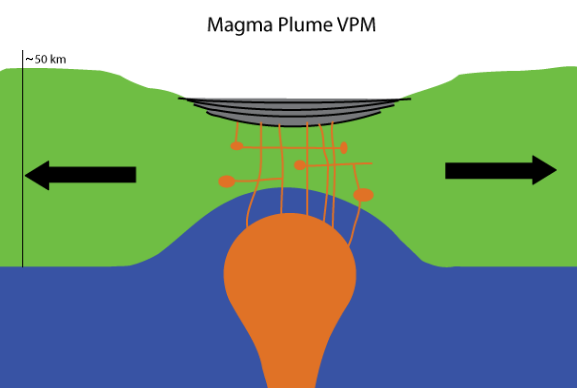
L'extensió aprima l'escorça. El magma arriba a la superfície a través de sills i dics radials, formant fluxos de basalt, així com cambres magmàtiques profundes i poc profundes sota la superfície. L'escorça s'aprima gradualment a causa de la subsidència tèrmica, i els fluxos de basalt originalment horitzontals es fan girar per convertir-se en reflectors d'immersió cap al mar

Els marges volcànics passius es troben al límit de grans províncies ígnies. Els marges volcànics es formen quan el rift va acompanyat d'una important fusió del mantell, amb un vulcanisme que es produeix abans i/o durant la ruptura continental. Els marges volcànics passius es caracteritzen per:
- una escorça de transició composta per roques ígnies basàltiques, que inclouen colades de lava, sills, dics i gabres, colades de basalt de gran volum,
- seqüències reflectores d'immersió cap al mar (SDRS) de fluxos de basalt que van rotar durant les primeres etapes de ruptura,
- subsidència limitada del marge passiu durant i després de la ruptura, i
- la presència d'una escorça inferior amb velocitats d'ones P sísmiques anormalment altes als cossos de l'escorça inferior (LCB), indicatius de medis densos i de temperatura més baixa.

Un exemple de marges volcànics passius inclou:
- Marge del Iemen.
- Marge d'Austràlia Oriental.
- Marge de l'Índia Occidental.
- Marge de Hatton-Rockal.
- Marge de la Costa Est dels Estats Units d'Amèrica.
- Marge de Noruega Central.
- Marges del Brasil.
- Marge de Namíbia.

#### Eixam de dics

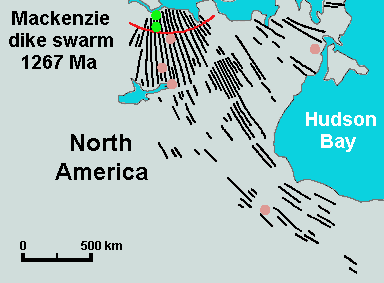
Mapa de l'eixam de dics Mackenzie, Canadà

Un eixam de dics és una gran estructura geològica que consisteix en un grup important de dics paral·lels, lineals o orientats radialment introduïts dins de l'escorça continental. Consten de diversos o centenars de dics col·locats més o menys simultàniament durant un únic esdeveniment intrusiu, i són magmàtics i estratigràfics. Aquests eixams de dics són les arrels d'una província volcànica. Alguns exemples inclouen:
- Eixam de dics Mackenzie (Escut canadenc).
- Dics de Long Range (Terranova i Labrador, Canadà).
- Eixam de dics Mistassini (oest del Quebec, Canadà).
- Eixam de dics Matachewan (nord d'Ontario, Canadà).
- Altiplà de Sorachi i Belt (Hokkaido, Japó).
- Eixam de dics Rio Ceará-Mirim (província de Borborema, NE del Brasil).
- Eixam de dics Urals (Rússia).

#### Sills
Una sèrie de sills relacionats que es van formar essencialment simultàniament (en diversos milions d'anys) a partir de dics relacionats comprenen una gran província ígnia si la seva àrea és prou gran. Alguns exemples inclouen:
- Complex de sills de Winagami (nord-oest d'Alberta, Canadà).
- Complex igni de Bushveld (Sud-àfrica) amb una superfície de més de 66.000 km2 i un gruix que arriba als 9 km.